# Джозеф Мері Планкетт
Джозеф Мері Планкетт (ірл. Seosamh PluincéidSeosamh Pluincéid; 21 листопада 1887, Дублін — 4 травня 1916, там само) — діяч ірландського національно-визвольного руху, поет і журналіст, революціонер. Автор кількох збірок віршів, один з творців національного ірландського театру. Брав активну участь у гельському відродженні, брав участь у діяльності різних ірландських товариств початку ХХ століття: від Гельської ліги до «Ірландських добровольців».
Один з учасників і організаторі Великоднього повстання 1916 року. Планкетт був наймолодшим із семи лідерів повстанців, які підписали Прокламацію про створення Ірландської республіки. За участь у повстанні страчений британською владою одразу після його завершення.

## Дитинство і молодість
Джозеф Планкетт народився в Дубліні, в родині Джорджа Нобла Планкетта, який носив титул графа Папської держави, і його дружини, Джозефіни Кренни. Попри те, що його батьки були багаті і наділені привілеями, дитинство Джозефа не було легким. З дитячих років Планкетт страждав від туберкульозу — хвороба стала тягарем на все життя. Замолоду він чимало часу провів в Італії та Алжирі, рятуючись від холодного клімату. Планкетт навчався в Католицькій університетській школі, потім — в єзуїтському коледжі в Дубліні, і нарешті — в Стоніхерст-коледжі, в Ланкаширі. Там він, зокрема, набув деяких військових навичок, взявши участь у програмі навчання британських офіцерів.
Планкетт сильно захоплювався ірландською культурою, мовою та історією. Його інтерес до мов поширювався не лише на ірландську — Планкетт був одним із засновників Ірландської есперантистської ліги. Він також вступив у Гельську лігу, де познайомився з Томасом Макдоною. Обидва вони були поетами, обидва захоплювалися театром, пізніше вони вдвох стояли біля витоків руху «Ірландських добровольців», де увійшли до складу керівного комітету. Планкетт і Макдона були близькими друзями впродовж усього життя. Коли Макдона почав видавати свій журнал «Irish review», він опублікував деякі вірші свого друга, а також був редактором першого збірника віршів Планкетта — «Коло і меч». Планкетт, Макдона і Едвард Мартін в листопаді 1914 року заснували національний ірландський театр.

## Політична діяльність
Зіткнувшись з фінансовими труднощами, Планкетт влаштувався на роботу редактором в «Irish review». Під його керівництвом журнал набув виразного політичного забарвлення, багато висловлювався на підтримку руху «Шинн Фейн» Артура Ґріффіта і виступав на боці дублінських робітників під час локауту. 1913 року Планкетт став одним із засновників «Ірландських добровольців» — він одразу ж почав активно піарити нову організацію в «Irish review». 1915 року Планкетт вступив в Ірландське республіканське братство. Вже у квітні того самого року його направили до Німеччини для зустрічі з Роджером Кейсментом. Кейсмент не був членом ІРБ і діяв у Німеччині за власною ініціативою. Він намагався набрати серед ірландських полонених достатню кількість людей, щоб створити окрему ірландську бригаду для війни з Британією. У середовищі ІРБ багато хто вважав цю ідею безглуздою, а ось німецька зброя ірландським революціонерам була дуже потрібна. Заради здобуття цієї зброї Планкетт і прибув у Німеччину. Він знайшов спільну мову з Кейсментом і домовився про постачання зброї для повстання.
У травні 1916 року Планкетта обрали до складу Військового комітету ІРБ — зокрема, через те, що в «Ірландських добровольцях» він обіймав посаду відповідального за військові операції. Разом із Джеймсом Конноллі і Шоном Макдермоттом Планкетт активно працював над останніми приготуваннями до повстання, особливо над воєнною стратегією, в чому проявився його талант.
Нині вважають, що саме Планкетт і Макдермотт були авторами підробленого листа з Дублінського замку (центру британської адміністрації в Дубліні), в якому ті описували репресії, яким нібито планувалося піддати членів «Ірландських добровольців». Метою цього листа було спонукати до активних дій главу «добровольців» Еона Макнейла і значну частину супротивників збройного повстання проти Британії.

## Великоднє повстанняі страта
За кілька днів до передбачуваної дати повстання Планкетт був змушений лягти в лікарню. Він переніс операцію на гландах, але попри це втік з лікарняного ліжка, щоб взяти участь у повстанні. Навіть не знявши бинти, він приєднався до своїх товаришів у Головпоштамті. Планкетт був одним із семи лідерів, які підписали Прокламацію про створення республіки. Остаточно не відійшовши після операції, Планкетт не міг суттєво допомогти повстанцям. Хоча його ад'ютант — Майкл Коллінз — вже тоді показав себе як енергійний і діяльний лідер.
Після здачі в полон Планкетта разом з усіма іншими лідерами кинули до в'язниці Кілменхем. Військовий трибунал засудив його до смертної кари. За вісім годин до розстрілу Планкетт одружився зі своєю коханою, Грейс Гіффорд, у в'язничній церкві. Сестра Грейс, Мюріел, за кілька років до того вийшла заміж за найкращого друга Планкетта, Томаса Макдона, також розстріляного за участь у Великодньому повстанні. 4 травня 1916 року Планкетта стратили у дворі в'язниці Кілменхем. Йому було 28 років. Останні слова, які він вимовив перед розстрілом, були: «Я дуже щасливий, що вмираю у славі Божій і за честь Ірландії».
Його брати, Джордж і Джек, також брали участь у Великодньому повстанні, пізніше вони стали активними діячами ІРА. Його дядько, Гораціо Планкетт, був відомим юніоністом, але намагався примирити ворогуючі сторони. Будинок Планкетта під час громадянської війни був спалений силами противників договору.

## Пам'ять
На честь Планкетта названо залізничну станцію у Вотерфорді.